# Zrinka Vuković Berić
Zrinka Vuković Berić hrvatska je ekonomistica, financijska savjetnica i brokerica.

## Obrazovanje
Diplomirala je na Ekonomskom fakultetu u Zagrebu i završila program profesionalnog usavršavanja Eduka u Zagrebačkoj banci. Položila je ispit za investicijskog savjetnika pri Hrvatskoj udruzi financijskih analitičara te brokerski ispit HANFA-e. 

## Djelovanje
Karijeru je počela u Zagrebačkoj banci, gdje je radila pet godina, najvećim dijelom kao privatni bankar. Nakon toga, tri je godine bila članica Uprave HOK-osiguranja d.d. Od 2007. radila je u Odvjetničkom društvu Hanžeković & partneri, gdje je bila direktorica financija i prokuristica. Članica Nadzornog odbora Genere d.d postala je 2008., a predsjednica Uprave EPH 2014.